# Alès
Alès (bis in die 1920er Jahre: Alais) ist eine Stadt mit 45.025 Einwohnern (Stand 1. Januar 2022) im Département Gard  in der südfranzösischen Region Okzitanien.

## Lage und Klima
Die etwa 150 m hoch gelegene Stadt Alès liegt knapp 45 km (Fahrtstrecke) nordwestlich von Nîmes in einer Flussbiegung des Gardon d’Alès, am südlichen Rand des Cevennen-Nationalparks. Das Klima ist gemäßigt bis warm; Regen (ca. 1200 mm/Jahr) fällt überwiegend im Winterhalbjahr.

## Bevölkerungsentwicklung
| Jahr                       | 1800  | 1851   | 1901   | 1954   | 1999   | 2019   |
| Einwohner                  | 8.944 | 18.871 | 24.940 | 36.893 | 39.346 | 41.837 |
| Quellen: Cassini und INSEE |       |        |        |        |        |        |

Die Reblauskrise im Weinbau und die Mechanisierung der Landwirtschaft haben zur immer noch anhaltenden Zuwanderung von Menschen aus den ländlichen Gebieten im Umland geführt.

## Wirtschaft
Von der Mitte des 19. bis zur Mitte des 20. Jahrhunderts war Alès ein regionales Zentrum des Kohlebergbaus im Gard, der im Jahr 1840 mit der Eröffnung der auf Veranlassung von Paulin Talabot gebauten Eisenbahn von Beaucaire über Nîmes nach Alès seinen Aufschwung nahm. Die Strecke wurde als Cevennenbahn weiter nach Saint-Germain-des-Fossés bei Vichy verlängert. Außerdem gab es eine beachtliche Eisenverarbeitung und Seidenproduktion. Im Jahr 1912 wurden zwei Millionen Tonnen Kohle pro Jahr gefördert, 1947 arbeiteten 20.000 Mineure im Kohlebecken. Erst im Jahr 1958 nahm die Kohleförderung wieder deutlich ab; im Jahr 1986 wurde die Mine d’Destival, zwei Jahre später die Mine d’ Oules und 1995 der letzte Abbauort geschlossen. Im 21. Jahrhundert ist die Stadt zu einem Forschungszentrum für Mechanik, Biotechnologie und Ökologie geworden. Die 1843 gegründete allgemeine Ingenieurschule École nationale supérieure des mines d'Alès befindet sich in der Stadt.

## Geschichte

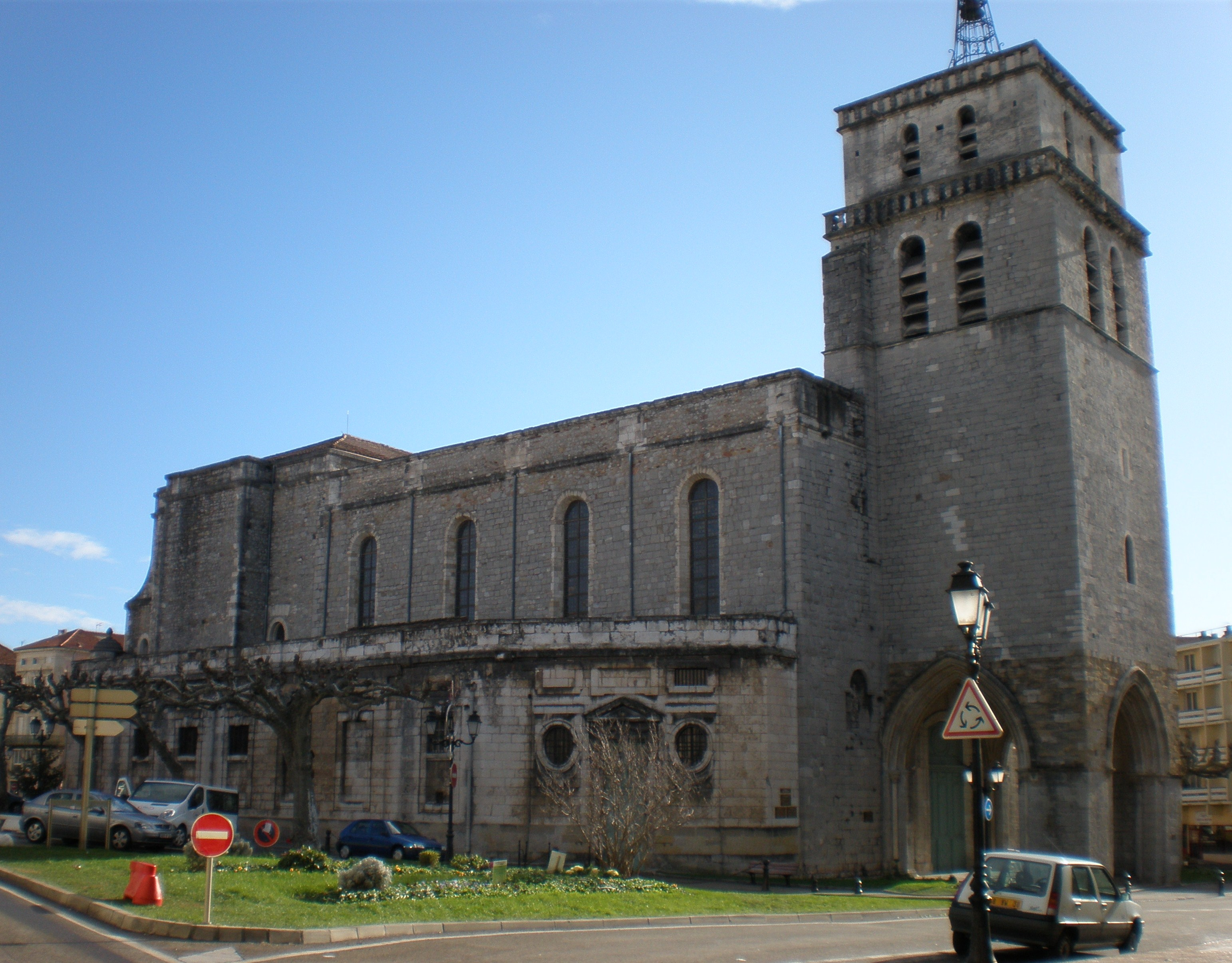
Kathedrale von Alès

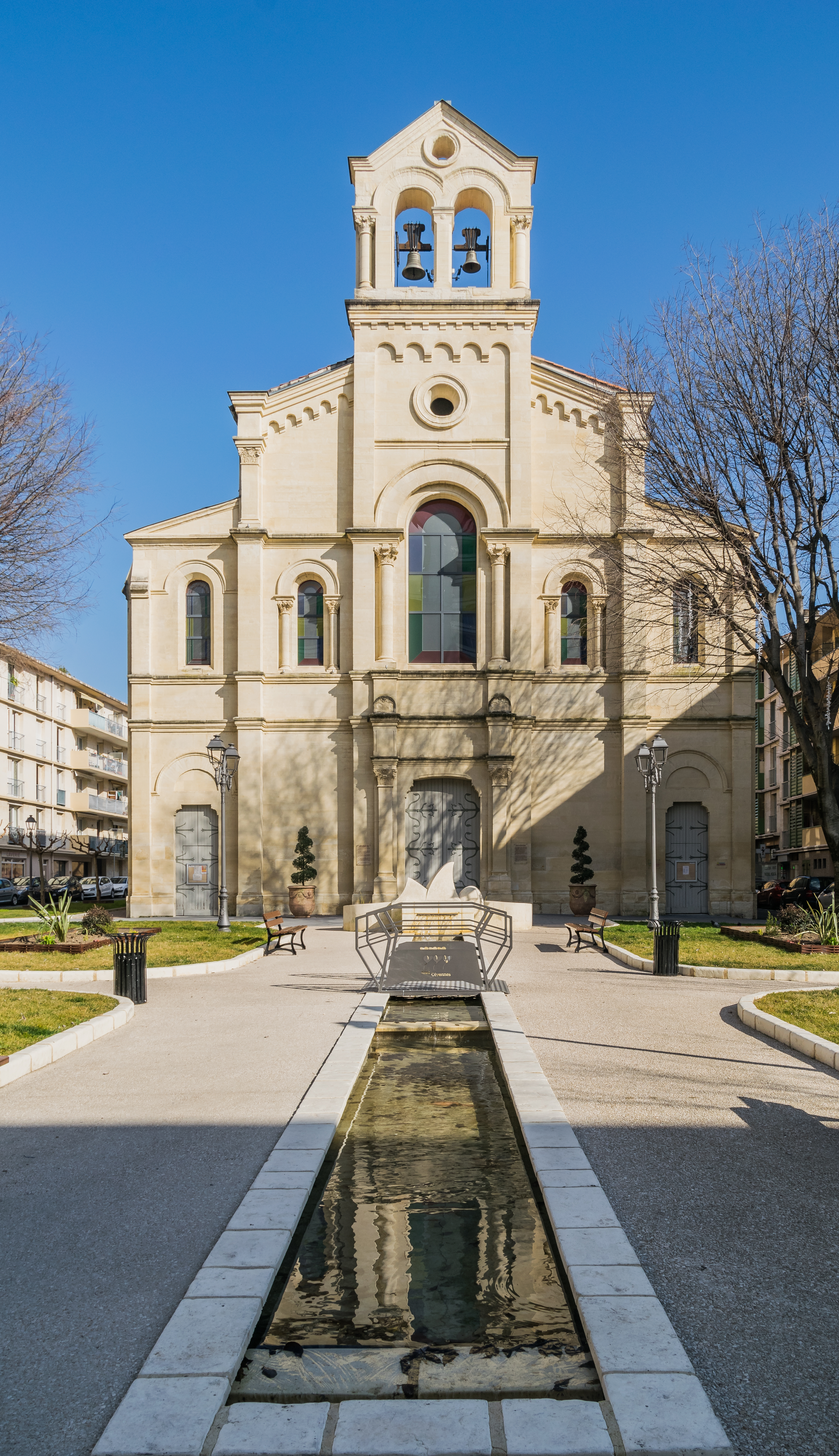
Protestantischer Tempel

Aufgrund von Funden kann angenommen werden, dass Alès bereits im 5. Jahrtausend v. Chr. erstmals besiedelt wurde. Im Jahr 2008 wurde eines der größten römischen Mosaike aus der Zeit Julius Cäsars entdeckt. Es ist ein Hinweis darauf, dass die Stadt an einer wichtigen römischen Handelsstraße lag und von Bedeutung war.
Ein Geldstück aus der Zeit der Merowinger trägt den Namen Alesto, der aus dem phönizischen Wort für Eisen stammt. Bereits um das Jahr 1200 sicherte eine Charta von Alès die Rechte seiner Bewohner.
Alès war einer der Sicherheitsplätze für die Hugenotten zur Zeit der Reformation. In Alès fand im Jahr 1620 die Hauptsynode der reformierten Kirche Frankreichs statt, 1629 wurde hier der Friede von Alès verkündet. Die Zitadelle wurde im Jahr 1688 vom Festungsbaumeister Vauban errichtet. In den Jahren 1702 bis 1704 fand hier der Aufstand der evangelischen Kamisarden statt.
Alès war Bischofssitz – die zugehörige ehemalige Kirche St. Jean-Baptiste stammt größtenteils vom Ende des 17. Jahrhunderts. Im Querschiff der Kathedrale befindet sich eine Himmelfahrt Mariä von Pierre Mignard aus dem 17. Jahrhundert.

## Sehenswürdigkeiten
- In der ehemaligen Franziskanerkirche (Église des Cordeliers) befindet sich das Touristenbüro.
- Kathedrale (17. Jh.) und protestantischer Tempel (19. Jh.) bilden die religiösen Zentren der Stadt.
- Das Musée du Colombier widmet sich sowohl der Archäologie als auch der bildenden Kunst; hier ist u. a. ein Triptychon von Jean Bellegambe (um 1470–1534) ausgestellt.

## Sonstiges
Im Jahr 1878 war Alès der Endpunkt von Robert Louis Stevensons Reise mit dem Esel durch die Cevennen.

## Meteorit
Am 15. März 1806 fielen bei Alès zwei Fragmente eines Meteoriten zur Erde. Spätere Untersuchungen ergaben, dass die beiden vier und zwei Kilogramm schweren Stücke von einem Kohligen Chondriten des Typs CI1, einem besonders seltenen Meteoritentyp, stammen. Der Fall wurde unter dem damaligen Ortsnamen Alais offiziell registriert.

## Persönlichkeiten
- Denis Vairasse (um 1635 – um 1700), Schriftsteller, Romanist und Grammatiker
- François Boissier de Sauvages de Lacroix (1706–1767), Arzt, Botaniker und Hochschullehrer
- Gabriel Montoya (1868–1914), Chansonnier
- Charles Bonnefon (1871–1935), französischer Journalist
- Charles Dugas (1885–1957), Klassischer Archäologe
- Schwester André (1904–2023), war mit 118 Jahren die älteste Ordensschwester der Welt und zugleich älteste Europäerin.[5]
- Thierry Maulnier (1909–1988), Journalist, Schriftsteller und Mitglied der Académie française
- Jean Taulelle (1915–1999), Verwaltungsbeamter
- Pierre Pibarot (1916–1981), Fußballspieler und -trainer
- Jacqueline Ferrand (1918–2014), Mathematikerin
- Maurice André (1933–2012), Trompeter
- Wladimir Rybakow (1947–2018), russischer Schriftsteller, Journalist und Herausgeber
- Patrick Roux (* 1962), Judoka
- Éric Chanton (1963–1990), Radrennfahrer
- Laurent Blanc (* 1965), Fußballspieler und -trainer
- Jean-Philippe Gatien (* 1968), ehemaliger Tischtennis-Weltmeister
- Alexandra Lamy (* 1971), Theater- und Filmschauspielerin
- Stéphane Sarrazin (* 1975), Rennfahrer
- Aurélien Rousseau (* 1976), Regierungsbeamter und Politiker
- Romain Dumas (* 1977), Automobilrennfahrer
- Damien Bonnard (* 1978), Schauspieler
- Audrey Lamy (* 1981), Schauspielerin
- Julien Doré (* 1982), Sänger
- Nabil El Zhar (* 1986), marokkanischer Fußballspieler
- Vincent Abril (* 1995), Autorennfahrer
- Bilal Benkhedim (* 2001), Fußballspieler
- Othmane Maamma (* 2005), marokkanisch-französischer Fußballspieler